# Мбинги, Самсон
Самсон Мбинги (фр. Samson Mbingui; 9 февраля 1992, Моанда, Габон) — габонский футболист, полузащитник национальной сборной Габона. Участник летних Олимпийских игр 2012 года и Кубка африканских наций 2015.

## Биография
Самсон Мбинги родился 9 февраля 1992 года в габонском городе Моанда.

### Клубная карьера
Начал профессиональную карьеру в 2011 году в клубе чемпионата Габона — «Мангаспорт». В сезоне 2012/13 вместе с командой стал бронзовым призёром чемпионата, сыграв в 20 играх и забив 7 голов. В следующем сезоне «Мангаспорт» стал чемпионом страны. Летом 2014 года подписал контракт с алжирским клубом «МК Алжир». В августе 2014 года вместе с командой стал победителем Суперкубка Алжира, обыграв «УСМ Алжир» (1:0). В начале 2015 года перешёл в другую алжирскую команду «Эль-Эульма». Мбинги сыграл в чемпионате Алжира сезона 2014/15 за обе команды по 9 игр.
Летом 2015 года стал игроком алжирского «НА Хуссейн Дей». Мбинги помог своей команде в 1/4 финала Кубка Алжира обыграть «Параду» (2:0), забив один из двух голов в поединке. В полуфинальной игре Самсон забил единственный гол, который позволил «НА Хуссейн Дей» победить «УСМ Бел-Аббес» (1:0) и выйти в финал. В финальном матче его команда уступила «МК Алжиру» с минимальным счётом (0:1). Летом 2016 года покинул клуб, Мбинги мог перейти во французский «Мец», однако трансфер не состоялся.

### Карьера в сборной
В ноябре — декабре 2011 года участвовал в чемпионате Африки среди молодёжных команд (до 23-х лет), который проходил в Марокко. Габон стал победителем турнира, обыграв в финале хозяев марроканцев со счётом (2:1) и получил путёвку на Олимпийские игры 2012.
В августе 2012 году главный тренер олимпийской сборной Габона Клод Мбуруно вызвал Самсона на летние Олимпийские игры в Лондоне. В команде он получил 21 номер. В своей группе габонцы заняли третье место, уступив Мексики и Республики Корея, обогнав при этом Швейцарию. Мбинги сыграл всего в двух играх на турнире.
В составе национальной сборной Габона дебютировал 14 ноября 2012 года в товарищеском матче против Португалии (2:2). В марте 2013 года участвовал в молодёжном чемпионате Африки (до 20 лет), который проходил в Алжире. В декабре 2013 года принял участие в Кубке КЕМАКа, который состоялся в Габоне. Габонцы дошли до финала, где обыграли сборную ЦАР со счётом (2:0). В начале 2015 года участвовал на Кубке африканских наций, который состоялся в Экваториальной Гвинее. Габон не смог выйти из группы, уступив Республике Конго и Экваториальной Гвинеи, обогнав при этом Буркина-Фасо. Мбинги на турнире сыграл в двух играх.

## Достижения
- Чемпион Габона (1): 2013/14
- Бронзовый призёр чемпионата Габона (1): 2012/13
- Обладатель Суперкубка Алжира (1): 2014
- Финалист Кубка Алжира (1): 2015/16